# HMS B4
Pour les articles homonymes, voir B4.
Le HMS B4 est un sous-marin britannique de classe B, construit pour la Royal Navy au cours de la première décennie du XXe siècle. Il a survécu à la Première Guerre mondiale et a été vendu à la ferraille en 1919.

## Conception
La classe B était une version agrandie et améliorée de la classe A qui la précédait. Ces sous-marins avaient une longueur totale de 43,4 m, un maître-bau de 3,8 m et un tirant d'eau moyen de 3,4 m. Ils avaient un déplacement de 292 tonnes en surface et 321 tonnes immersion. Les sous-marins de la classe B un équipage de deux officiers et treize matelots.
Pour la navigation en surface, les navires étaient propulsés par un  unique moteur à essence Vickers à 16 cylindres de 600 chevaux-vapeur (447 kW) qui entraînait un unique arbre d'hélice. Lorsqu’il étaient en immersion, l’hélice était entraînée par un moteur électrique de 180 chevaux (134 kW). Ils pouvaient atteindre 12 nœuds (22 km/h) en surface et 6,5 nœuds (12 km/h) sous l’eau. En surface, la classe B avait un rayon d'action de 1 000 milles marins (1 900 km) à 8,7 nœuds (16,1 km/h).
Ces navires étaient armés de deux tubes lance-torpilles de 18 pouces (450 mm) à l’avant. Ils pouvaient transporter une paire de torpilles de rechange, mais en général, ils ne le faisaient pas, car en compensation ils devaient abandonner un poids équivalent de carburant.

## Engagements
Le HMS B4 a été construit par Vickers à leur chantier naval de Barrow-in-Furness. Il a été lancé le 14 novembre 1905 et achevé le 28 janvier 1906.
Le 21 juillet 1906, le B4 est entré en collision avec une drague alors qu’il entrait dans le port de Portsmouth et a été lourdement endommagé. Il a dû s’échouer avant d’être mis en cale sèche pour réparation. Lorsque la guerre a commencé en 1914, le bateau a été affecté à la défense du pas de Calais. Le 1er avril 1919, le B4 fut vendu pour démolition à la Ardrossan Dry Dock Co.